# Crassomiris
Crassomiris is een geslacht van wantsen uit de familie van de Miridae (Blindwantsen). Het geslacht werd voor het eerst wetenschappelijk beschreven door Weirauch in 2006.

## Soorten
Het genus bevat de volgende soorten:

- Crassomiris anaticula Weirauch, 2006
- Crassomiris fatisco Weirauch, 2006